# Liste de personnalités liées à Cholet
Cette liste recense, par ordre alphabétique dans chaque paragraphe, les personnalités liées à Cholet soit par leur naissance soit par leur résidence ou une action marquante au sein de cette commune.

Blason ville de Cholet - en hommage aux Broon.

## Personnalités politiques et militaires

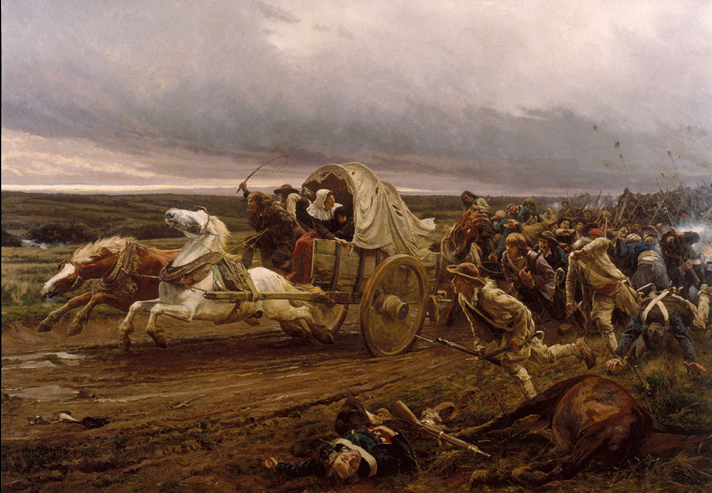
Guerres de Vendée, musée d'Art et d'Histoire de Cholet.

- Jean-Marc Ayrault, nommé premier ministre par François Hollande, député-maire de Nantes et président du groupe socialiste à l'Assemblée nationale, y a fait ses études secondaires ;
- Jules Baron, maire de Cholet et député de Maine-et-Loire ;
- Victor Bernier, pharmacien, maire d'Angers et président du conseil général de Maine-et-Loire y est né le 2 mars 1868 ;
- Pierre Boucard, né le 4 avril 1939, sous-lieutenant, mort pour la France le 20 septembre 1960 en Algérie[1] ;
- Gilles Bourdouleix, né le 15 avril 1960, avocat, élu maire de Cholet le 19 juin 1995 et député du 16 juin 2002 au 14 juin 2017 ;
- Henri Charpentier, né le 28 juin 1939, mort pour la France le 3 janvier 1961 en Algérie[2] ;
- Jean Châtelain, dit Tranquille, chef chouan, y est né le 30 septembre 1765 ;
- Michel Chauty, né le 11 février 1924 à Cholet et mort le 16 août 2007 à Nantes, est un homme politique français, sénateur de la Loire-Atlantique de 1965 à 1992, maire de Saint-Herblain de 1959 à 1977 et maire de Nantes de 1983 à 1989 ;
- Guy Jacques Chouteau, homme politique né au May-sur-Èvre en 1741, médecin, député de Maine-et-Loire de 1791 à 1792 et directeur de l'hôpital de Cholet[3] a un boulevard à son nom à Cholet[4] ;
- Alphonse Darmaillacq[5], maire de Cholet de 1932 à 1945, a évité à la ville d'être rasée par les Allemands le 21 juin 1940[6],[SM 1] au risque de sa vie en la confirmant ville ouverte le 20 juin 1940[7] ;
- Charles Guillaume Gontard des Chevalleries (1747-1813), avocat et homme politique français, maire d'Angers de 1763 à 1769 se marie en 1775 à Cholet, avec Catherine Antoinette Guy[8].
- Maurice Ligot, homme politique français, député centriste du Maine-et-Loire de 1973 à 2002, est maire de Cholet de 1965 à 1995 où il est mort le 29 octobre 2022[9] ;
- René Paul Loyer (1858-1909), capitaine au 66e régiment d'infanterie à Rouen, est né à Cholet[10] ;
- Anatole Manceau, député puis sénateur du Maine-et-Loire, est né en 1875 à Cholet et y est décédé en 1949[11] ;
- Victor Marie-Baudry (1837-1926), un demi-siècle de vie politique, dont 35 années comme édile de la ville de Cholet[12] ;
- Antoinette de Maignelais, née vers 1434, on la dit avoir favorisé l’artisanat, le commerce et la culture du lin. Inhumée en 1470 au couvent des Cordelières, sa pierre tombale est conservée au musée d'Art et d'Histoire de Cholet ;
- Théodore Mareau (1807-1873), homme politique né à Cholet, député de la Vendée de 1848 à 1851 ;
- Gérard Marsault (1912-2000), général français, Compagnon de la Libération, né à Cholet ;
- Jean-Baptiste Moulin, général des armées de la République, est mort à Cholet le 8 février 1794 ;
- Gaël Perdriau, homme politique, maire de Saint-Étienne (Loire) y est né le 8 juillet 1972 ;
- Georges Prisset, industriel, maire de Cholet de 1958 à 1965, député ;
- Bruno Retailleau, dirigeant de société et homme politique, président du conseil régional des Pays de la Loire, y est né le 20 novembre 1960 ;
- Gustave Richard, maire bâtisseur (1855-1869), il a son boulevard à Cholet[13],[14] ;
- Henri René Robin de la Tremblaye (1700-1774), marquis, le plus Choletais des Robin de la Trembalye, qui ont leur rue à Cholet[15] ;
- Gabriel François de Rougé (1729-1786), marquis de Cholet, à partir de 1763, il consacre son temps et sa fortune à améliorer l'infrastructure de la ville[16] ;
- Michel-Louis Talot (1755-1828), homme de loi, homme politique et militaire, membre du Conseil des Cinq-Cents ;
- François-Charles Tharreau (1751-1829)[Note 1], maire de Cholet de 1800 à 1808, député de Maine-et-Loire de 1808 à 1812 ;
- Jean-Victor Tharreau (1767-1812), la caserne du 77e régiment d'infanterie de Cholet a porté son nom[17] ;
- Henry Félix Tharreau (1826-1909), premier sous-préfet de Cholet en 1857[18] ;
- François Joseph Paul Turpault (1778-1833)[19], est maire de Cholet de 1815 à 1821[Note 2],[20].

### Morts en Algérie
À Cholet, onze jeunes hommes sont morts au champ d'honneur pendant la guerre d'Algérie ; leurs noms sont gravés sur le monument aux morts : Henri Le Dain (Tébessa, 1956), Michel Lecoindre (Alger, 1956), Jean-Marie Guineberteau (Ziama Mansouriah, 1956), Jean Choulet (Aflou, 1957), Gérard Lebansais (Bougie, 1957), Claude Amiot (Batna, 1958), Jean-Paul Bouchet (Mahafouda, 1960), Pierre Boucard (Djebel Mongorno, 1960), Henri Charpentier (Draâ El-Kaïd, 1961), Yves Coquelin (Tipaza, 1961) et Maurice Augereau (Oued El Alleug, 1961).

## Personnalités religieuses

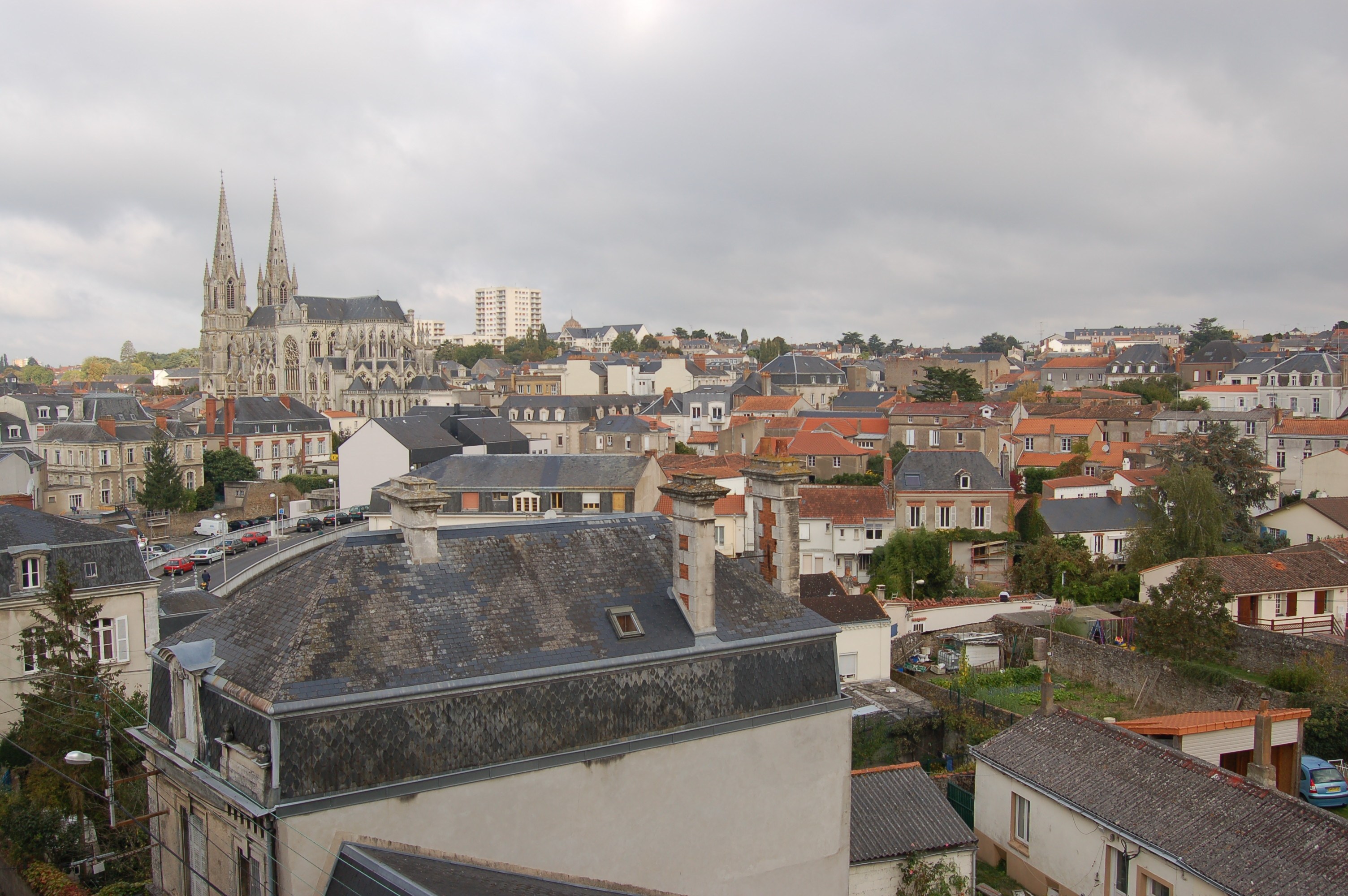
Vue de la ville de Cholet : l'église Notre-Dame.

- Dominique Blanchet, évêque du diocèse de Créteil, y est né le 15 février 1966 ;
- Alphonse Bossard, père montfortain, 38 ans de mission en Afrique, a grandi à Cholet ;
- Eugène Bossard, fondateur de l'institution Sainte-Marie à Cholet, a une rue à son nom à Cholet[JD 1],[22] ;
- Louis Cesbron, est vicaire de Notre-Dame de Cholet de 1930 à 1942 et curé-bâtisseur du Sacré-Cœur de Cholet de 1942 à 1955 ;
- Jean-Baptiste Dubillot, archiprêtre de Cholet de 1893 à 1928, a une rue à son nom à Cholet[JD 2] ;
- Paul Gallard, chanoine, a été curé de Notre-Dame de Cholet de 1928 à 1940 ;
- Pierre Guitton, né en 1758 au Puy-Saint-Bonnet, vicaire de Saint-Pierre de Cholet[23] ;
- Eugène Grellier, est curé de Notre-Dame de Cholet de 1888 à 1893 ;
- Louis-Joseph Luçon, est curé de Notre-Dame de Cholet de 1883 à 1888[24] ;
- François Rabin (1742-1793), curé de Notre-Dame de Cholet de 1770 jusqu'au soulèvement vendéen, député du clergé aux États généraux en 1789.

## Personnalités liées à la science
- Charles Arnault, architecte et historien y est né le 23 novembre 1890 et mort le 15 février 1950 ;
- Fernand Camus, botaniste français, spécialiste de cryptogames et spécialement des bryophytes est né à Cholet le 30 avril 1852[25] ;
- Charles Coubard, né à Cholet en 1890, médecin, historien, cofondateur et président de l'association le Souvenir vendéen[AJ 1] ;
- Antoine Flahault, médecin épidémiologiste, professeur de santé publique à l'université de Genève et directeur de l'Institut de santé globale à la faculté de médecine de l'université de Genève, né en 1960 à Cholet (Daniel son père en 1929 - trois générations de médecins, dont le grand-père Léon Flahault, chirurgien en chef à l'hôpital de Cholet)[26] ;
- Gustave Fouillaron, inventeur du variateur de vitesse pour les voitures automobiles, s’installe à Cholet comme mercier à son compte avant de devenir un des fondateurs de la bonneterie choletaise ;
- François Furet, philosophe de l'histoire, pendant son enfance et son adolescence a passé les vacances d'été chez ses grands-parents paternels (médecin demeurant à Cholet)[27] :
- Roland Garros, aviateur, venu à Cholet grâce à Anatole Manceau[11] y a obtenu son brevet de pilote le 19 juillet 1910[AJ 2] ;
- Anatole Richard (1815-1867), né à Cholet, ingénieur des ponts et chaussées[28], est promu officier de la Légion d'honneur lors de l'inauguration du bassin Napoléon III du port de Cherbourg en 1858[14] ;
- Cyprien Tessié du Motay, chimiste, auteur de nombreux brevets, inventeur entre autres de la phototypie est né à Cholet en 1818.

## Personnalités artistiques

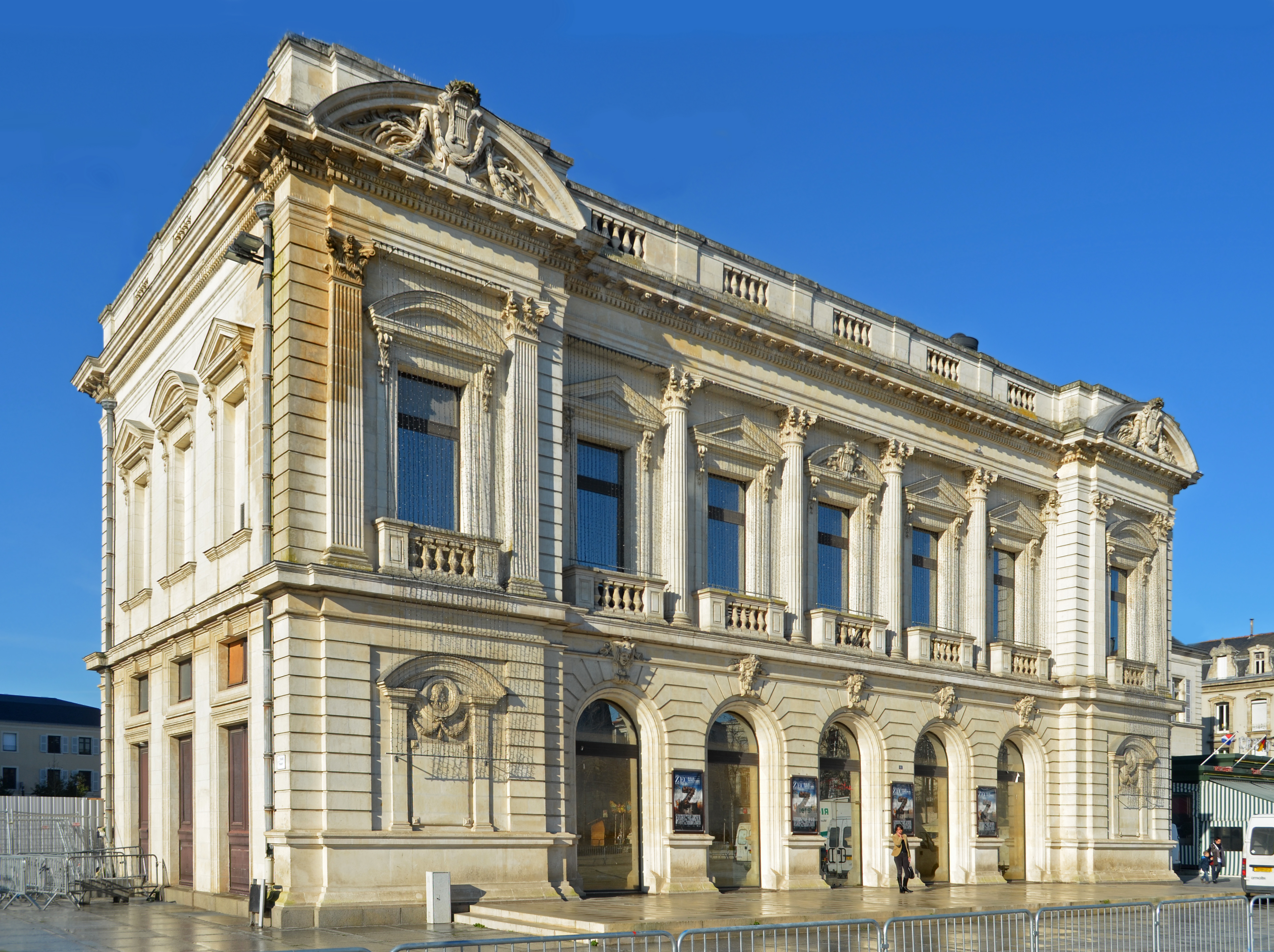
Ancien théâtre, place Travot.

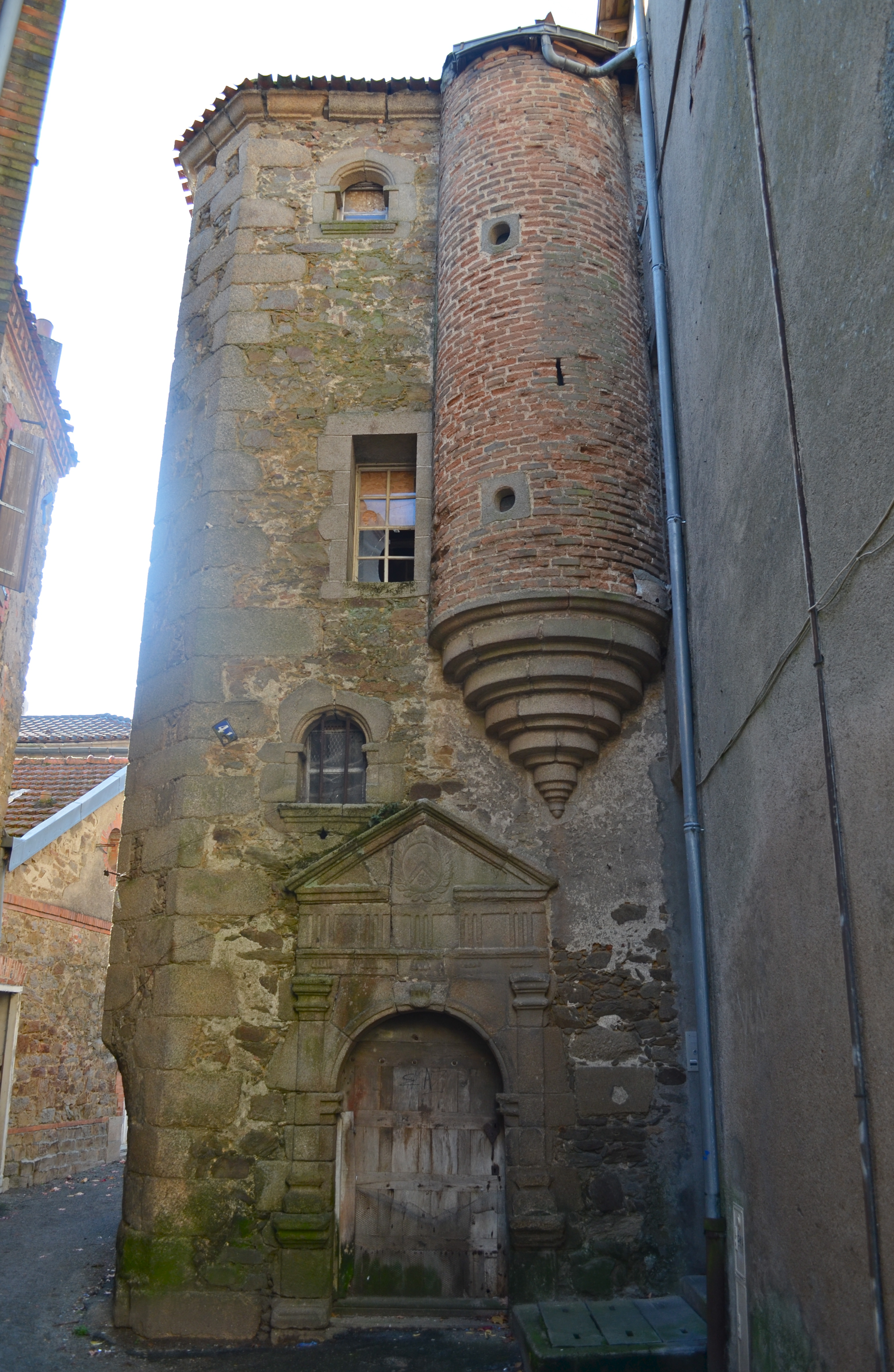
Tour dite du grenier à sel, rue des Vieux Greniers.

- Wilfrid Almendra, artiste plasticien français, né en 1972 à Cholet, où il vit et travaille ;
- Philippe Ariño, militant anti mariage pour tous, intellectuel et chanteur y est né le 3 mai 1980 ;
- François Biron, sculpteur, y a vécu et y est mort en 1926 ;
- Boostee, rappeur, y est né le 4 mai 1995 ;
- Théodore Botrel, créateur de la chanson Le mouchoir rouge de Cholet en 1900[JD 1] ;
- François Bréda, écrivain roumain francophone, essayiste et poète d'expression hongroise, maître-assistant à l'Université Babeş-Bolyai de Cluj-Napoca a été professeur de littérature à Cholet ;
- Guillaume Carcaud, comédien connu pour son rôle de « Pépess » dans Samantha Oups ! (série télévisée de France 2), y est né le 13 décembre 1978 ;
- Élie Chamard, musicien et historien[AJ 3], y est né le 4 janvier 1891 et mort en 1971[29] ;
- Henri Charles Galais (1823-1912), né à Angers (2e  arrondissement), pionnier de la photographie à Cholet en 1867[30] ;
- Auguste-Amaury Gellusseau, historien, y est né en 1812 [31] ;
- Frédéric Grasset, artiste peintre est né à Cholet et mort à Paris ;
- Georges Guittet, sculpteur français né à Cholet ;
- Julien Hervé, scénariste et réalisateur français y est né[32] ;
- Danièle Huillet, cinéaste y est morte le 9 octobre 2006 ;
- Jean Jullien, dessinateur, auteur du symbole Peace for Paris, y est né le 14 mars 1983 ;
- Maurice Laurentin (1885-1959), architecte, entre autres créateur de l'église classée du Sacré-Cœur à Cholet[33] ;
- Olivier Lemaire plus connu sous le nom de Goodka, premier disc jockey français à avoir mixé aux États-Unis dans la catégorie breakdance y est né en 1968 ;

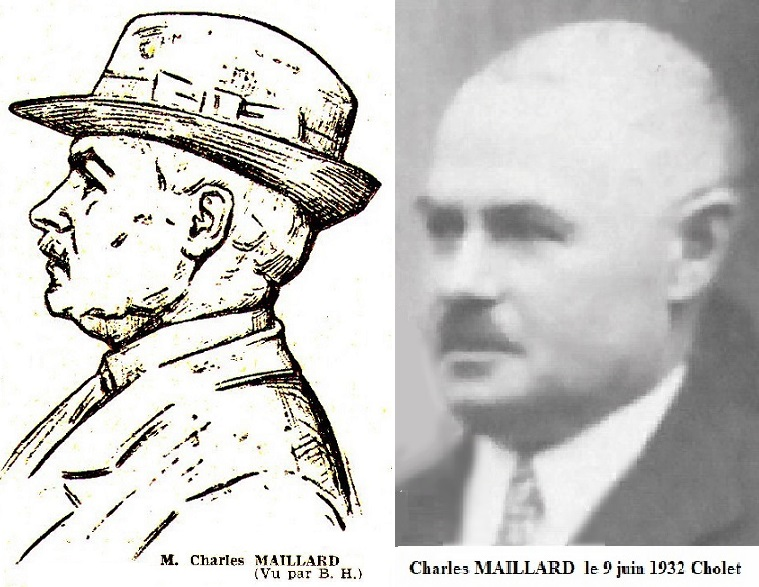
Charles Maillard, artiste sculpteur parisien né à Cholet.

- Charles Maillard[34], sculpteur et céramiste dont une vingtaine d'œuvres sont présentes en sa ville natale — entre autres, réalisateur du monument aux morts de la grande guerre, place du 77e régiment d’infanterie — y est né le 29 juin 1876 ;
- Hippolyte Maindron, ingénieur, sculpteur dont deux statues monumentales ornent l'intérieur de l'église Notre-Dame de Cholet[35] ;
- Manchu, illustrateur de science-fiction, y est né le 19 mars 1956 ;
- Joseph Martineau, peintre, professeur de dessin à la Chambre de commerce de Cholet ;
- François Morellet artiste contemporain, peintre, graveur et sculpteur est né et mort à Cholet ;
- Calixte de Nigremont[Note 3], créateur de l'Été Cigale (festival musical amateur), aboyeur, maître de cérémonie et présentateur, y est né en 1964 ;
- Gilbert Prouteau, poète, cinéaste et athlète, y est mort le 2 août 2012 ;
- Jules Raveleau plus connu sous le surnom de Tonton Jules, né le 6 juillet 1925 à Chambretaud (Vendée) et mort en mai 1998, fonde en 1956 le groupe folklorique Les compagnons du mouchoir et en 1975, avec Michel Masson, crée le musée paysan de la Goubaudière ;
- Gilles Servat, auteur-compositeur-interprète a fait ses études au collège Colbert de Cholet[36] ;
- Pierre Charles Trémolières, peintre, y est né en 1703 ;
- Francis Valéry, né le 20 décembre 1955 à Villerupt, écrivain et musicien, a fait ses études à Cholet ;
- Nino Vella, né le 18 novembre 1992 à Cholet et mort le 1er juillet 2024 à Paris, est un compositeur, pianiste, chanteur et producteur français.

## Personnalités liées à l'audiovisuel
- Ness[Note 4], animatrice de télévision née le 27 juillet 1970 à Casablanca, a grandi à Cholet[37] ;
- Menie Grégoire[Note 5], grande voix sur RTL dans les années 1970, est née à Cholet le 15 août 1919 et morte à Tours le 16 août 2014.

## Personnalités liées à la vie sportive

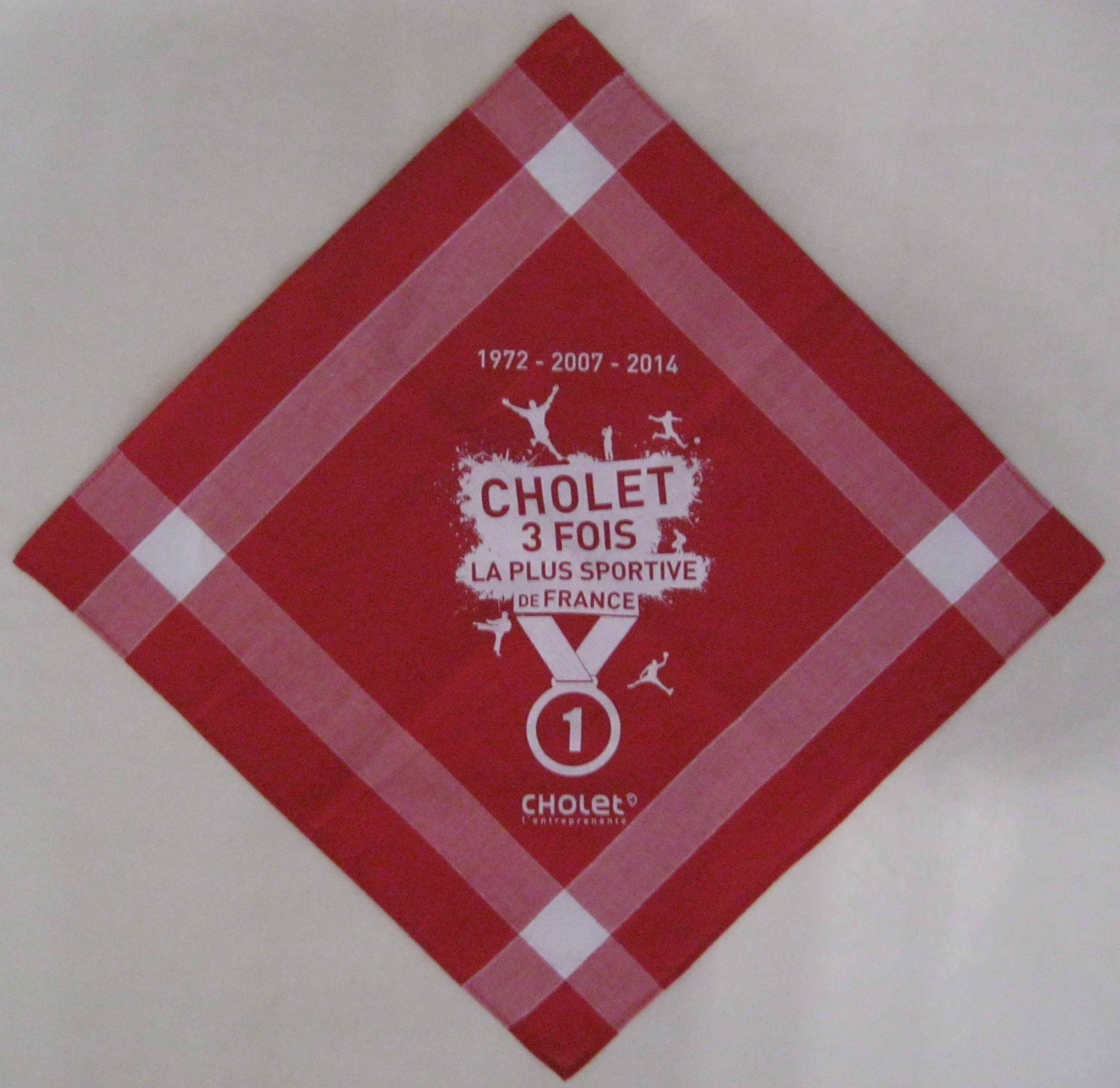
Cholet, ville la plus sportive de France en 1972, 2007 et 2014.

- Grégoire Amiot, joueur de football professionnel y est né le 10 mai 1995 ;
- Esther Baron, nageuse professionnelle, y est née le 6 février 1987 ;
- Amandine Brossier, athlète, spécialiste du 400 mètres, y est née le 15 août 1995 ;
- Patrick Brulez, joueur de football professionnel y est né le 31 octobre 1950 ;
- Cédric Ferchaud, basketteur international y est né le 15 juillet 1985 ;
- Valérie Garnier, basketteuse puis entraîneuse de l'équipe de France y est née le 9 janvier 1965 ;
- Patricia Giral, juge internationale de gymnastique féminine et présidente du club de gymnastique Les enfants de Cholet, est présente aux jeux olympiques de Pékin, est superviseure du jury de poutre aux jeux olympiques de Londres[38], membre du jury supérieur aux jeux olympiques de Rio[39] et juge olympique aux jeux olympiques de Tokyo[40] ;
- Alexandre Ménard, basketteur puis entraîneur y est né le 21 juillet 1976 ;
- Fabien Piveteau, footballeur professionnel, y est né le 8 octobre 1963 ;
- Simon Pouplin, footballeur professionnel, y est né le 28 mai 1985 ;
- Didier Retière, directeur technique national de la Fédération française de rugby depuis 2014, y est né le 23 juin 1968 ;
- Antoine Rigaudeau, basketteur, y est né le 17 décembre 1971 ;
- Clémentine Samson, basketteuse, y est née le 19 septembre 1991 ;
- Jean-Claude Suaudeau, ancien joueur et entraîneur du FC Nantes y est né le 24 mai 1938 et a joué au Stade olympique choletais ;
- Gérard Thiélin coureur cycliste professionnel y est mort le 20 septembre 2007 ;
- Stéphane Traineau, médaillé olympique de judo, y est né le 16 septembre 1966.

## Personnalités liées à la vie sociale

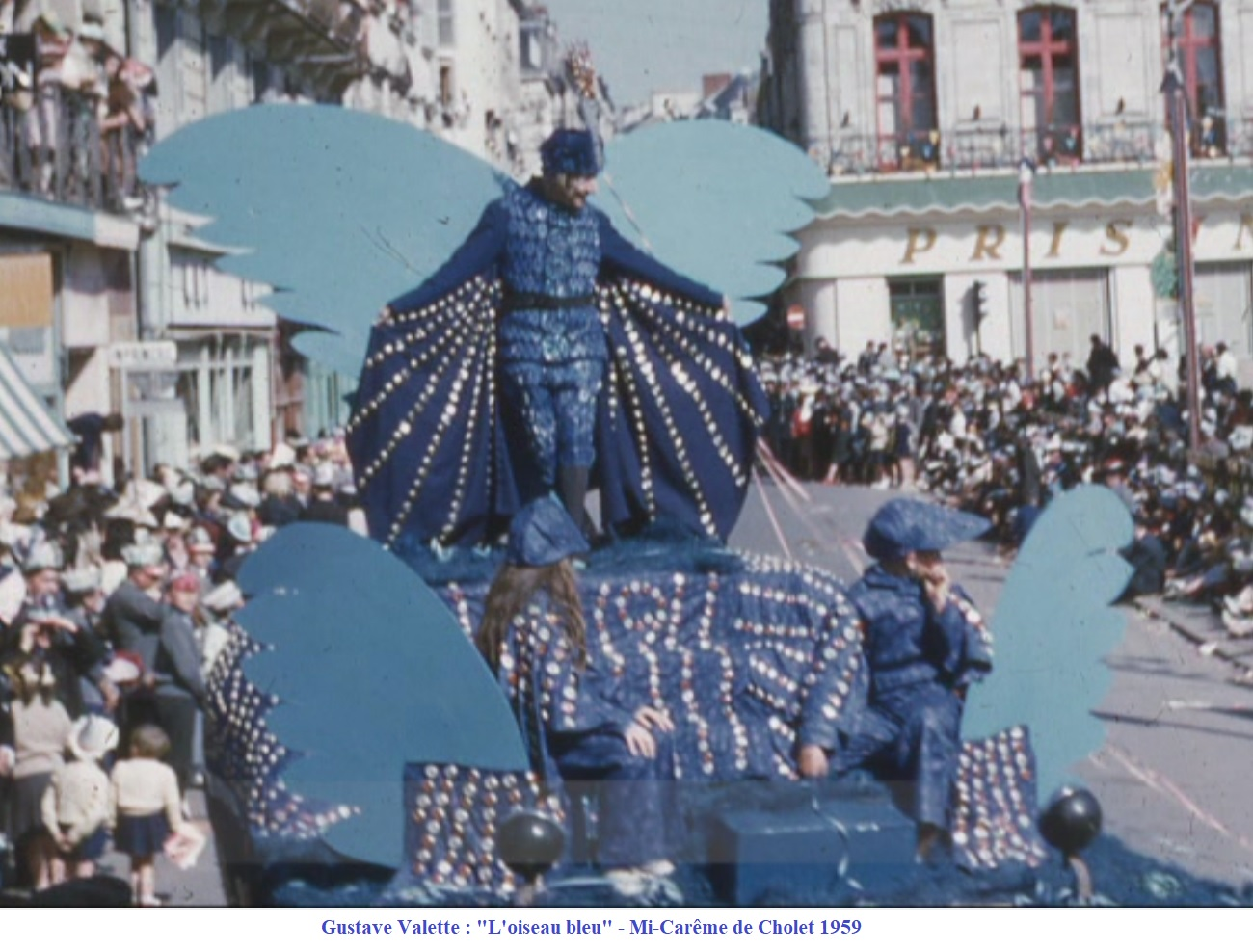
Gustave Valette : doyen du carnaval depuis 1906.

- René Barjot (1581-1662), premier marquis de Cholet et autres lieux[41] ;
- Francis Bouet (1884-1966), maire de Cholet de 1947 à 1958. Il est à l’origine du club sportif multi-activités la Jeune France[42] ;
- René François de Broon, marquis de Cholet de 1668 à 1701. Il a sa rue à Cholet près de l'église Notre-Dame[43] ;
- Félix Joseph Deniau, né le 28 février 1809 à Cholet, historien, curé du Voide, chanoine de Beaupréau a écrit, en 1878, une histoire de la Vendée ;
- Pierre Devaud, né en 1775 aux Cerqueux près de Cholet, a laissé de précieux carnets  de notes sur ses campagnes de paysan-soldat de 1793 à 1815[44] ;
- Fernand Dupré (1879-1970), longuement investi dans le comité des fêtes de sa ville, sculpteur praticien, est l'auteur d'un monument visible à l'aérodrome de Cholet à la mémoire de Roland Garros[45] ;
- Marcel Louis Durand, directeur historique de l'hôpital (1930-1952), est né à Cholet le 3 janvier 1898[46],[47] ;
- Georges Gambert (1919-2011), tromboniste, créateur en 1957 de la fanfare novatrice choletaise : les Musiciens en Folie ;
- Gérard Guicheteau (1930-2019)[48], mémoriel choletais abouti au collège Colbert en 2014, avec le soutien de Simone Veil[49] ;
- René Guinoiseau (1923-1989), durant un quart de siècle a incarné « Monsieur Mouche », celui de la célèbre mini-bande dessinée de RAB (Armand Godet) au Courrier de l'Ouest[50] ;
- Alexandre Hérault, né le 19 novembre 1816 à Cholet, passionné par l'horticulture, bienfaiteur pour Angers, sa ville d'adoption[51] ;
- Yves Roger Hostein, né le 19 octobre 1925 à Rochecorbon près de Tours[52], mort le 29 novembre 1987 à Cholet, ancien combattant et déporté, entrepreneur, cofondateur et dirigeant de la compagnie aérienne choletais Air Cholet, président de nombreuses associations choletaises. Il est titulaire de la médaille d'officier de la Légion d'Honneur, de la croix de guerre 39-45 et de la médaille des déportés[53]. Il a une rue à son nom ;
- Raymond Langlois (1925-2015), chevalier de l'Ordre national du Mérite, secrétaire de l'amicale du bataillon des Forces françaises de l'intérieur du groupe Étienne-Vacquier sud-Loire, président d'honneur de l'office municipal des sports, cofondateur et ancien président de l'amicale des carnavaliers, engagé au centre communal d'action sociale et Roi du carnaval en 2014[54] ;
- Pierre Le Coq (1748-1814), le premier maire de Cholet en 1790[55], y a un boulevard à son nom ;
- Émile Henri Maillard[Note 6], administrateur et médecin chef de l'hôpital, est né le 22 juin 1874 à Cholet où il a une rue à son nom[56] ;
- Joseph Maudet (1806-1880), médecin à l'Hôtel-Dieu rue Tournerie de 1833 à 1872. L'avenue Maudet à Cholet lui rend hommage depuis 1883[57],[58] ;
- Léon Pissot, docteur en médecine, archéologue, écrivain, historien, fondateur président de la Maison des sciences, lettres et arts de Cholet (1881-1906), initiateur du 1er musée de cette ville, est maire de Cholet de 1894 à 1896[59] ;
- Perrine Potier, épouse Turpault, est une des quatre-vingt-dix-neuf martyrs d'Angers et a vécu à Cholet[60] ;
- Gabriel François de Rougé (1729-1786), marquis de Cholet ;
- Jean Tournerie (1745-1824), il a sa rue à Cholet, ayant légué en 1814 tous ses biens à l'hôpital de Cholet[61] ;
- Gustave Valette (1891-1979)[62], couturier-costumier, doyen des carnavaliers, premier prix 28 fois dans sa catégorie à la mi-carême de Cholet entre 1906 et 1961[63].

## Personnalités liées à l'artisanat et à l'industrie

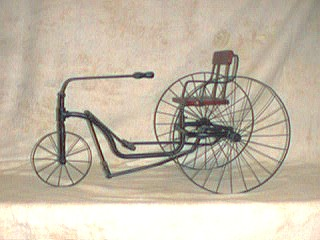
Vélocipède, trois roues vers 1880.

- Gaston Barré, industriel, réparateur et fabricant de bicyclettes, y est né[64] ;
- Paul Bodet, né en 1844 à Trémentines, fondateur de l'horlogerie de clocher et créateur de l'entreprise Bodet, devenue Bodet S.A. dont le siège social est à Cholet[65] ;
- Marcel Charbonnier, entrepreneur à initiative de l'entreprise d'embouteillage l'Abeille à Cholet de 1940 à 1957[66] ;
- Victor Foyer (1819-1906), carrossier, dès 1840 dit avoir fabriqué un premier vélocipède en fer, à trois roues, avec siège et frein ; il a une rue à son nom depuis 2016 à Cholet[67],[68] ;
- Gustave Frappier (1872-1955), fabricant de cycles et machines diverses, motoriste, garagiste, neveu de Gustave Fouillaron (recensé à Cholet de 1896 à 1946) ; membre éminent et fondateur du comité des fêtes de Cholet, on lui attribue, en 1908, d'avoir eu l'idée d'organiser l'élection de la reine du mouchoir[69] ;
- Alexis Guérineau (1865-1932), maire de Cholet de 1919 à 1932, industriel fabricant de jouets et d'articles de puériculture[70] ;
- Gaston Jaunet, né le 26 mars 1913 à Cholet, couturier de mode féminine, entrepreneur, dirigeant du groupement équipes textiles (GET)  qu'il a créé à Cholet en 1963, associé au couturier Guy Laroche. Il est mort le 5 janvier 1991 à Nantes ;
- Jacques Jaunet né le 6 septembre 1914 à Cholet, entrepreneur et cofondateur de la marque de prêt à porter New Man. Il a été fait chevalier de la Légion d'Honneur. Il est mort le 6 janvier 2005 aux Sables d'Olonne ;
- Denis Martin, homme d'affaires directeur opérationnel Europe du Groupe PSA[71] y est né et est porté disparu depuis le 19 juillet 2020[72] ;
- Jean Ollivier (1925-2022), inventeur et entrepreneur né à Cholet, à l'initiative de l'usine Nicoll[73] ;
- Raymond Pellaumail (1854-1920), à l'initiative de la première conserverie[74], manufacturier textile. Il a une rue à son nom à Cholet[75] ;
- Moïse Poirier (1901-1967), inventeur d'un monte-charge et à l'initiative du Monte-vite en 1946, entreprise reprise après 1967 par la société Gebo Cermex du Groupe Sidel[66] ;
- Richard-Frères (1808-1966), grande famille de filateurs et industriels du textile choletais[14] ;
- Alexandre Turpault mort le 13 février 1899 à Cholet (Maine-et-Loire) est un fabricant de toiles à Cholet[76].

## Personnalités liées à la période de l'Occupation

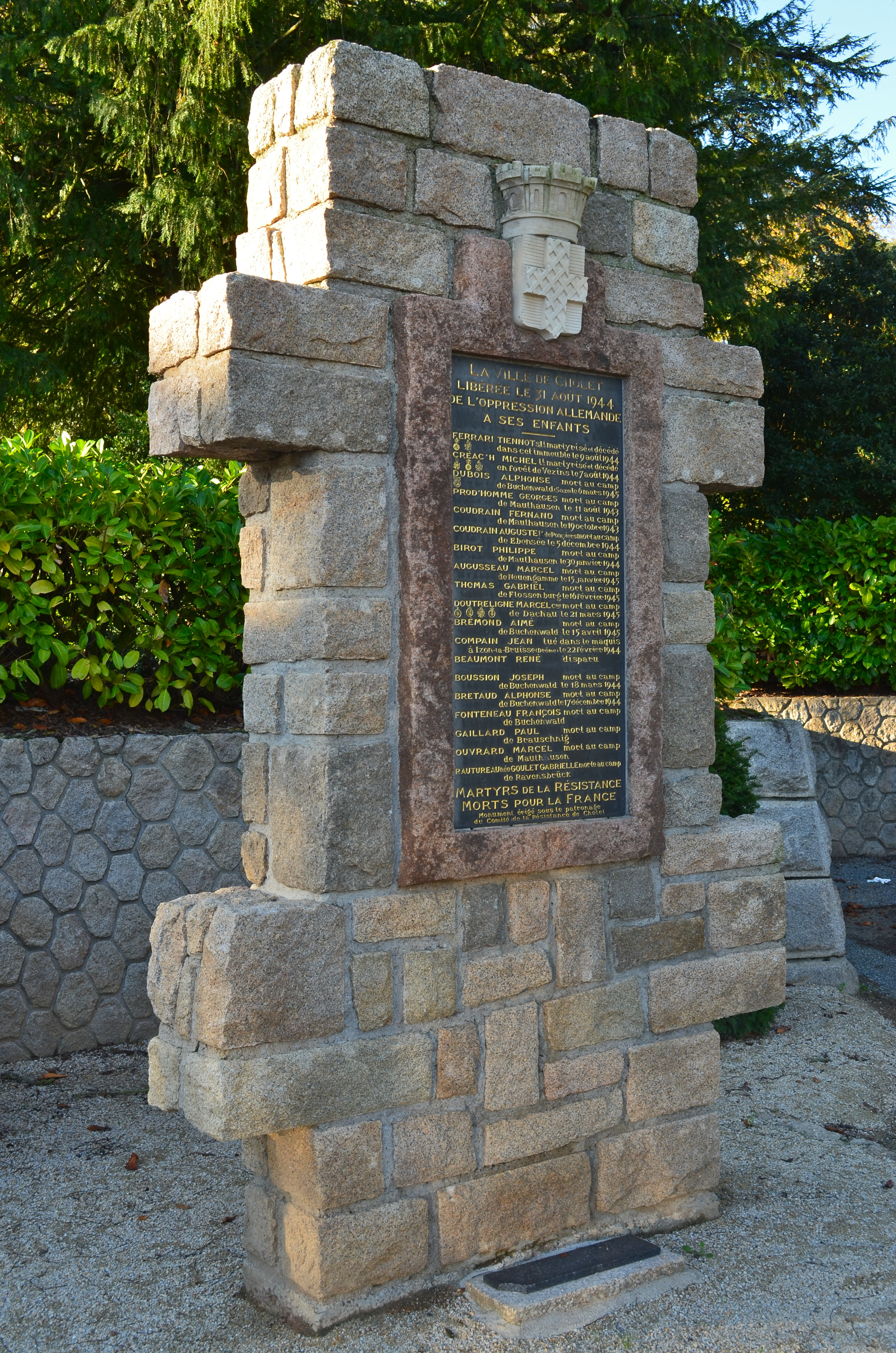
Monument commémoratif de la Résistance et de la déportation, place Créach-Ferrari.

Pendant l'Occupation plusieurs Choletais ou assimilés (liste non exhaustive) se sont distingués par leur engagement :
- Jacques Bonnet né le 18 août 1924 à La Châtaigneraie et mort le 16 décembre 2019 à Cholet[77], technicien électronicien, membre du groupe Vacquier[78], du réseau Éleuthère[79] et du réseau Libération-Nord à Cholet sous le pseudo de Jean-Claude Bastier[80],[81],[SM 2] ;
- Marie Bouchet (1901-1986), née Raguideau, résistante qui à survécu à la déportation. Elle à sa rue à Cholet[82] ;
- Henri Cousseau né le 18 septembre 1906 à Fontenay-le Comte, résistant communiste, a créé à Cholet fin 1942 une section du Front national de libération[SM 3] ; une rue de Cholet lui est dédiée[83] ;
- Michel Créach, résistant choletais torturé et exécuté à La Boulaye, une ferme de Chanteloup-les-Bois le 7 août 1944[SM 4],[84] ;
- Pierre Douillard, curé-archiprêtre de Notre-Dame de Cholet[85], est arrêté le 12 novembre 1943 et emprisonné à Angers[86] ; une rue de Cholet lui est dédiée[JD 3] ;
- Alain Duhamel, journaliste politique, essayiste, né à Caen, a vécu les quatre premières années de sa vie à Cholet entre 1940 à 1944[87] ;
- Henri Ecochard, militaire et volontaire engagé dans les Forces françaises libres durant la Seconde Guerre mondiale, y est né en 1923[88]. Il est connu pour avoir constitué minutieusement une liste recensant les Français libres[89] ;
- Étienne Ferrari, résistant choletais torturé à mort le 9 août 1944[SM 5],[84] ;
- Pierre Grador, né en 1909 à Clermont-Ferrand, sous-lieutenant vétérinaire[90], auteur d'une thèse sur La race ovine limousine[91], résistant en 1944, contribue à la libération de Cholet[SM 6] ;
- Claude Guérin (1912-1959), officier de la France libre, compagnon de la Libération, est né à Cholet ;
- Jean Langeron, chirurgien-chef de l'hôpital de Cholet pendant l'Occupation[SM 7],[92] ;
- Alphonse Jean Lestivetz, né le 6 janvier 1894 à Wasquehal, comptable à la Société française radio-électrique (SFR) de Cholet et mort à Cholet le 19 septembre 1964 est responsable de section du mouvement Libération-Nord en 1942 puis président du Comité de Résistance[SM 8] ;
- Auguste Ménard (1908-1985) et son épouse Marcelle, née Gourdon (1913-1992), couple de résistants choletais, rescapés de Dachau et de Ravensbrück[93] ;
- Roger Normandin (1916-1944), choletais mort pour la France, au STO à Berlin[94] ;
- Alexandre Peltékian, a reçu la médaille de la Reconnaissance française le 11 janvier 1950, réfugié à Cholet en mai 1944 il y a constitué — en liaison avec les Forces françaises de l'intérieur (FFI) — un corps-franc auteur de nombreuses prises (500 prisonniers, 650 armes diverses, plus de 120 000 munitions, etc.)[SM 9] ;
- Clément Quentin, né en 1920 au Fuilet, résistant, rescapé de Dachau, a longuement milité pour la mémoire ; son nom est donné à une rue de Cholet en juillet 2018[95] ;
- Édouard Ripoche[96], horloger à Cholet, pendant l'Occupation a capté les messages de Londres et les a transmis à bicyclette jusqu'à Angoulême[JD 4] ;
- Jean Maurice Soulard né à Cholet le 28 juin 1897 et mort le 19 janvier 1974[97], membre du "Comité de Libération", maire de Cholet de 1945 à 1947[98] ;
- René Turpault, né le 9 septembre 1881 à Cholet[99], propriétaire de l'hôtel particulier réquisitionné pour loger la kommandantur[SM 10] avenue du maréchal Foch à Cholet[Note 7],[100], tué en 1944 à La Tardière par les FFI vendéens, ayant été pris pour un collaborateur ;
- Étienne Vacquier né à Carcassonne le 7 mai 1890 et mort à Albi le 25 avril 1958[101], responsable de la section locale choletaise du mouvement Libération-Nord[SM 11].